# Hadena canescens
Hadena canescens là một loài bướm đêm trong họ Noctuidae.